# Raon-l’Étape
Raon-l’Étape ist eine französische Gemeinde mit 6011 Einwohnern (Stand 1. Januar 2022) im Département Vosges in der Region Grand Est (bis 2015 Lothringen). Sie gehört zum Kanton Raon-l’Étape im Arrondissement Saint-Dié-des-Vosges.

## Geografie
Raon-l’Étape liegt an der Mündung der Plaine in die Meurthe. Saint-Dié-des-Vosges liegt 17, Épinal 44, Nancy 69 und Straßburg 88 Kilometer entfernt. Wälder nehmen fast 60 % des Gemeindegebietes ein. Bei Raon-l’Étape beginnt das Vallée de la Plaine.

## Geschichte
Der Ort hieß im 13. Jahrhundert „Ravon“ –dt. „Zusammenfluss“.

### Bevölkerungsentwicklung
| Jahr      | 1962 | 1968 | 1975 | 1982 | 1990 | 1999 | 2007 | 2019 |
| Einwohner | 7606 | 7696 | 7741 | 7039 | 6780 | 6749 | 6710 | 6205 |

## Sehenswürdigkeiten

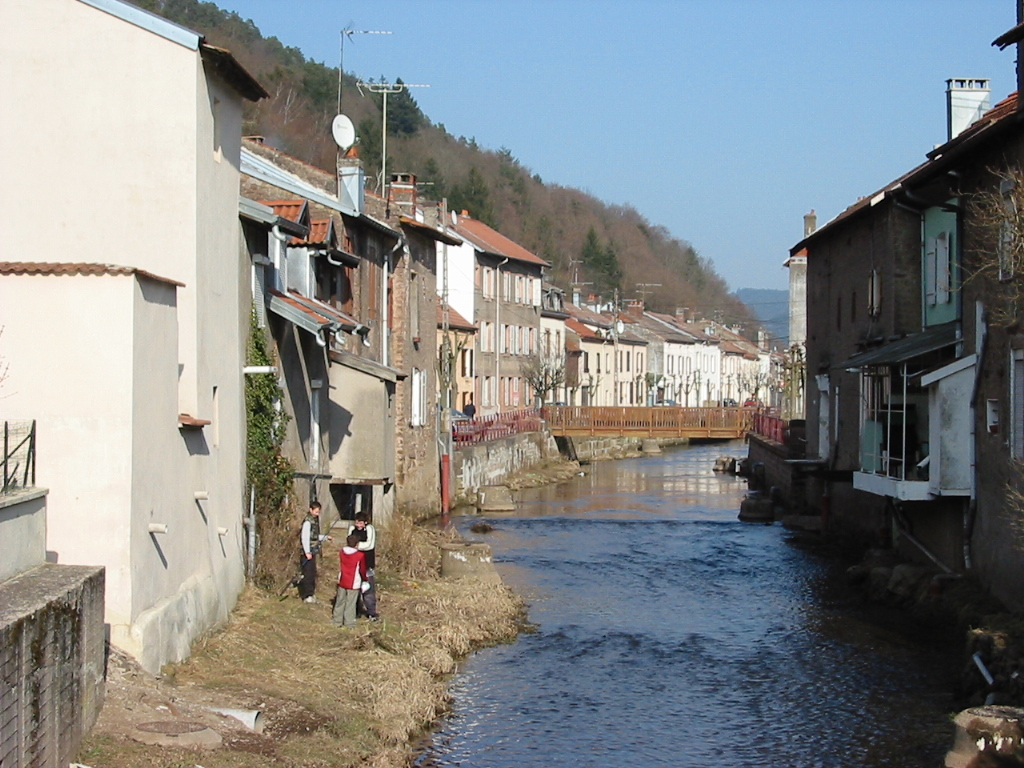
Die Plaine in Raon-l’Étape
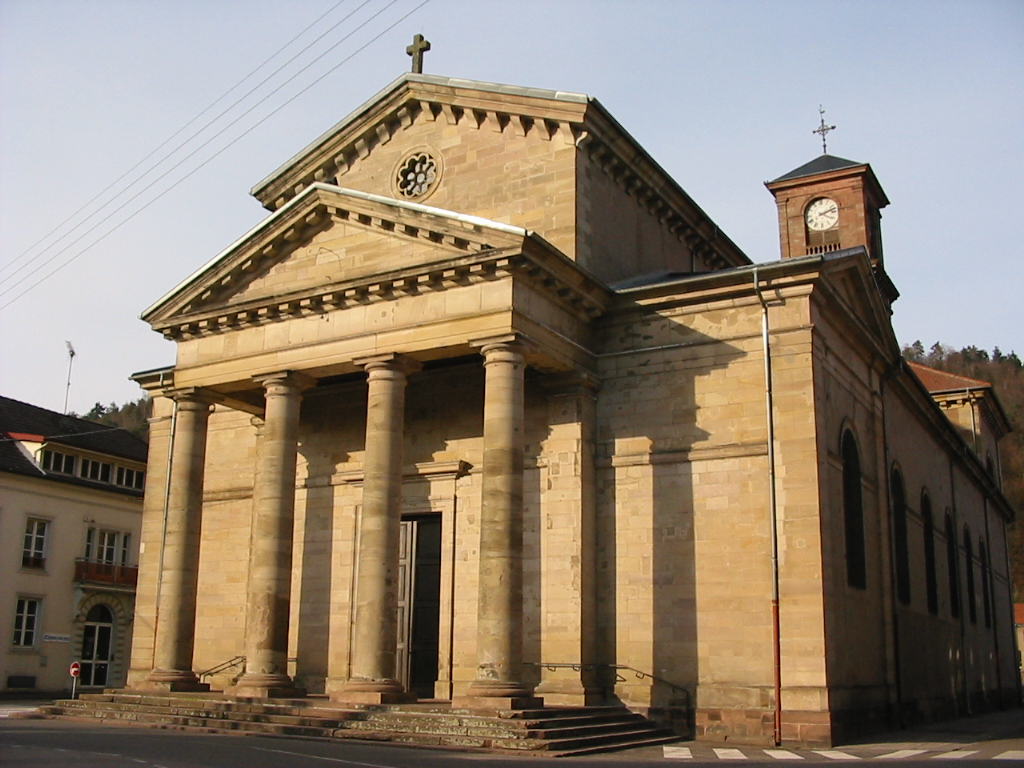
Kirche Saint-Luc
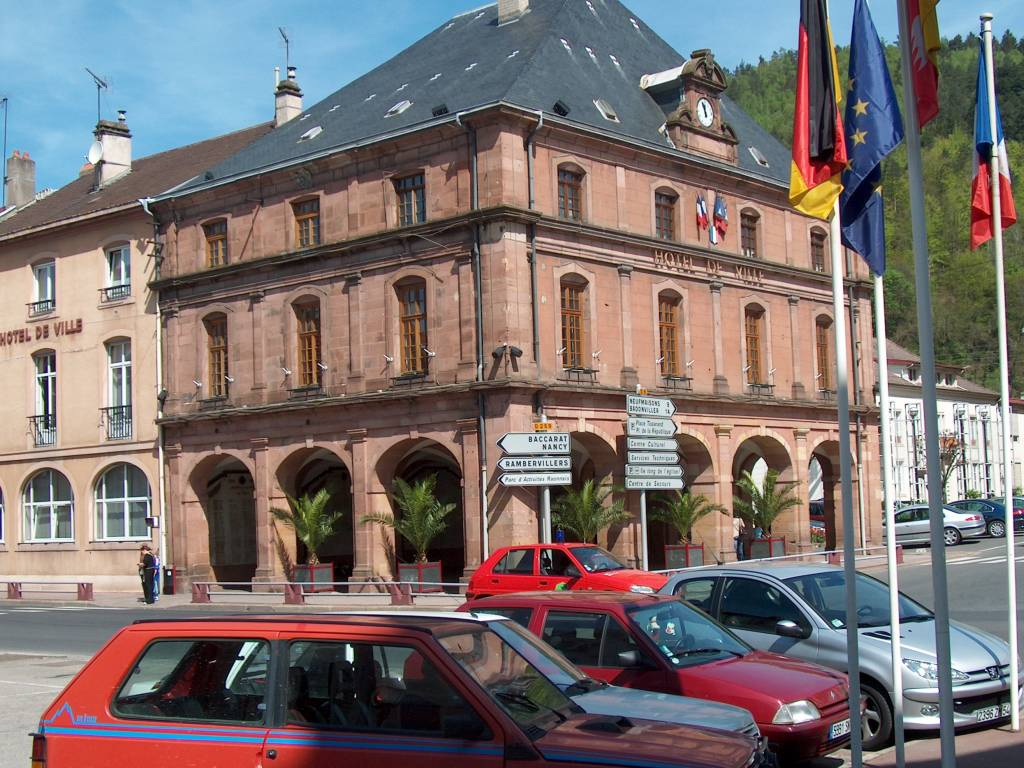
Rathaus (Hôtel de ville)
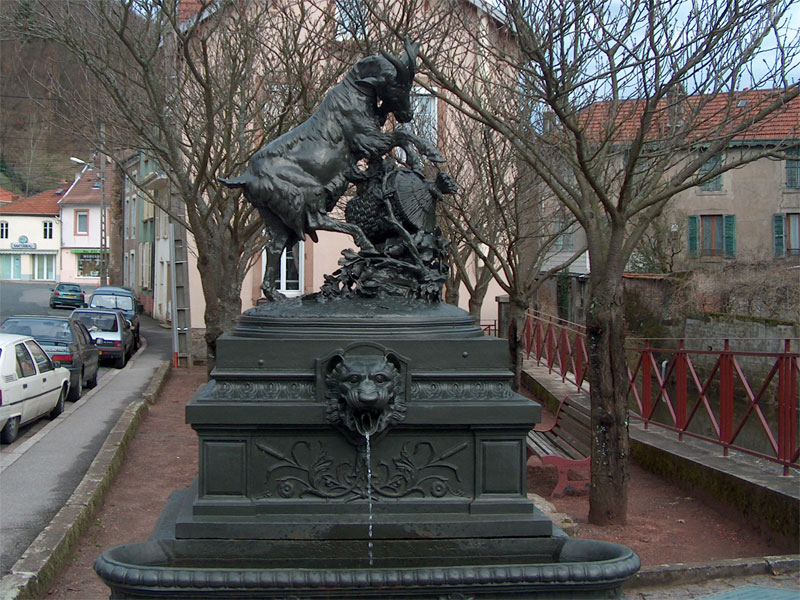
Brunnen „Ziege von Raon-l’Étape“
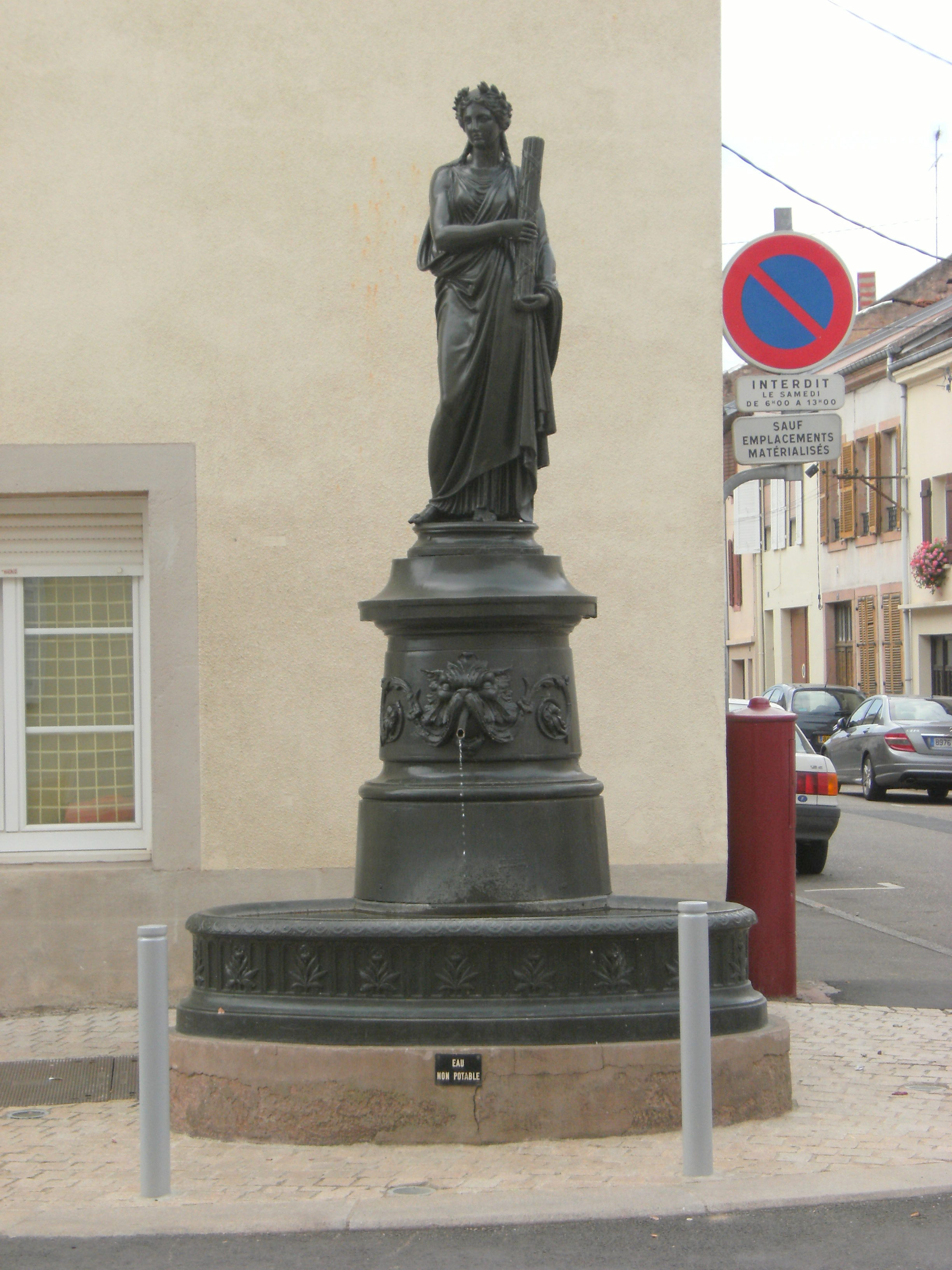
Brunnen „La Concorde“
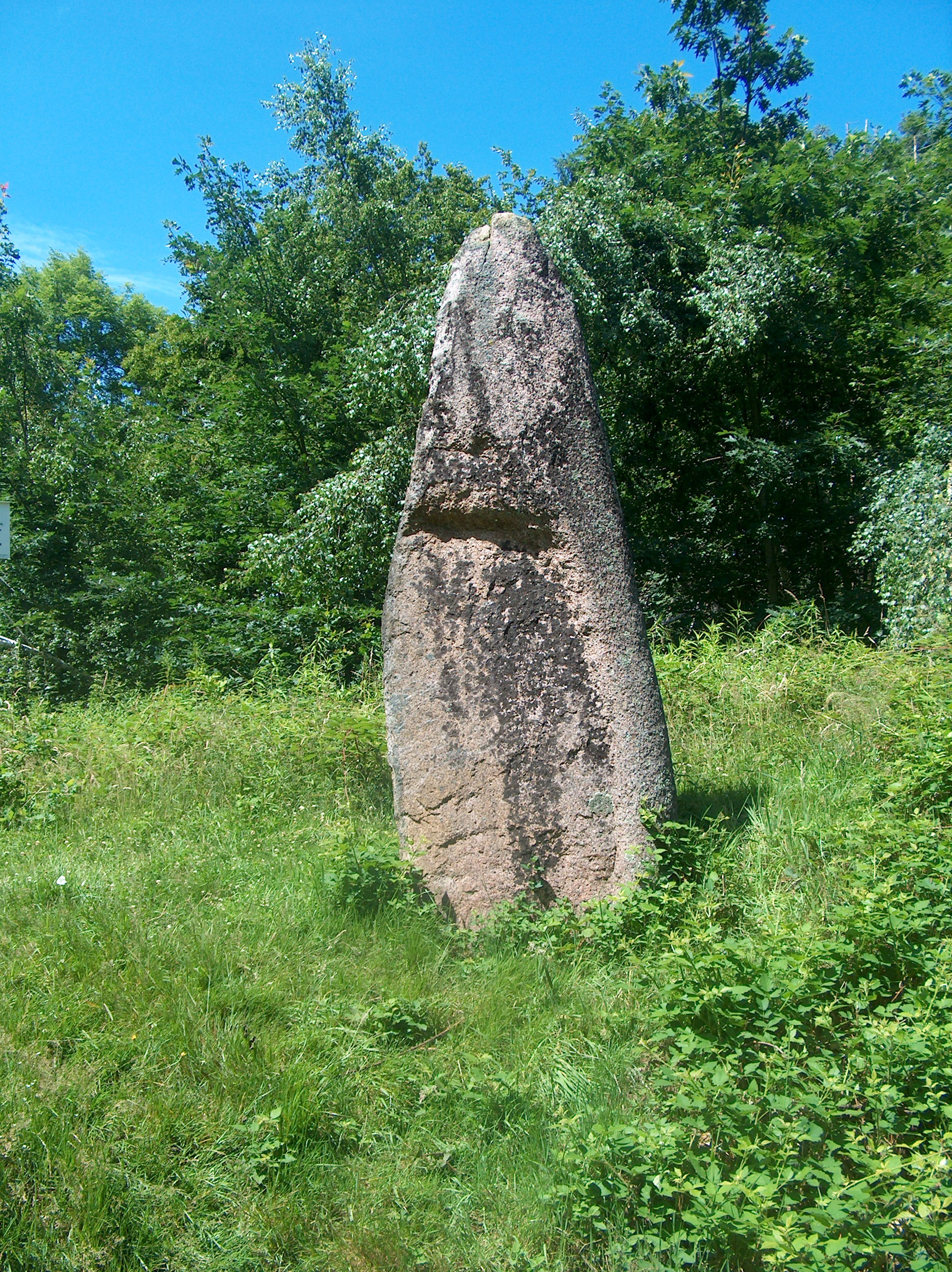
Menhir Pierre-Borne

## Wirtschaft

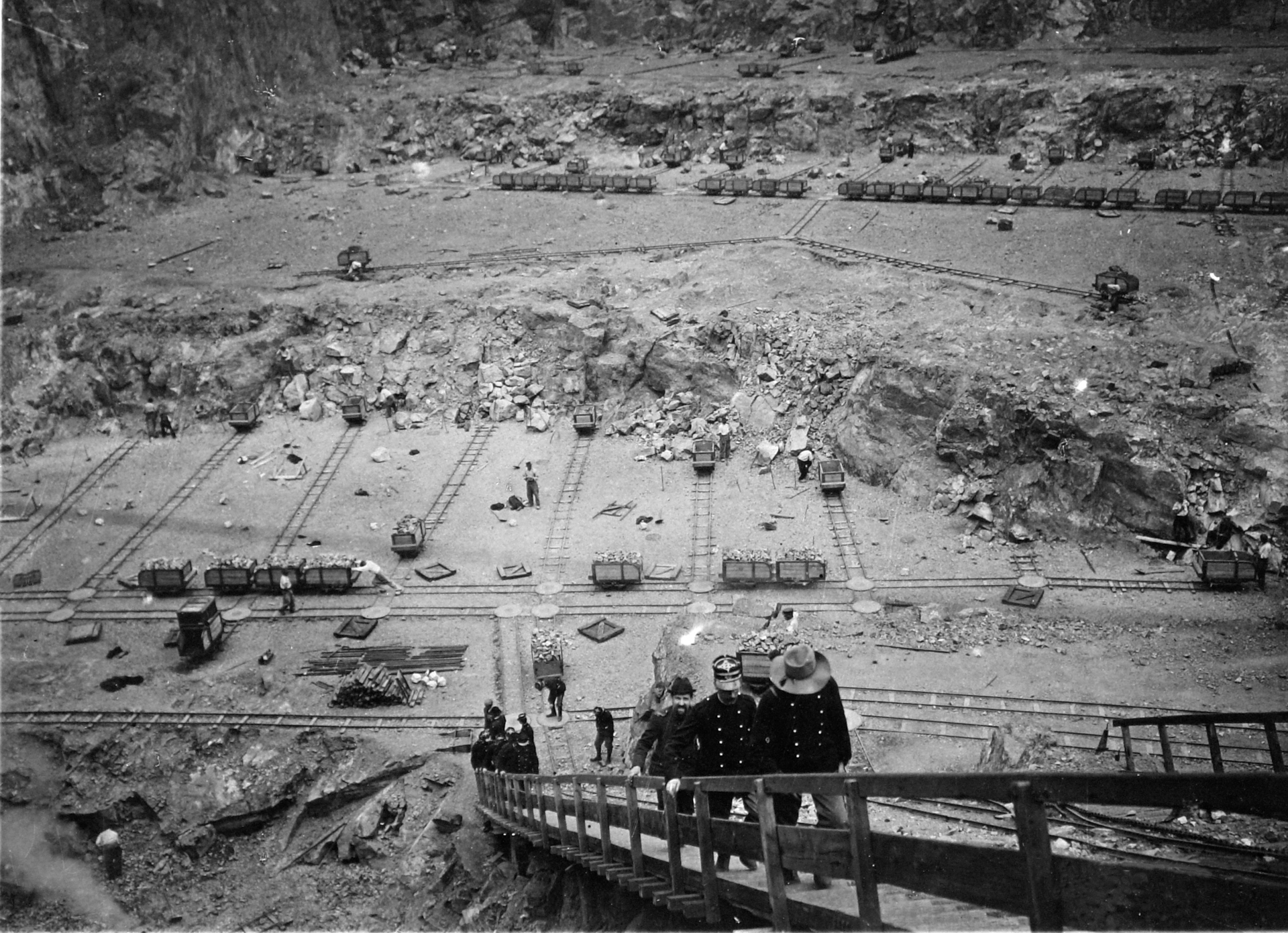
Schüler der Forstschule Nancy beim Besuch eines Steinbruchs in Raon-l'Etape, 1904

Seit Anfang des 20. Jahrhunderts spielt der Bergbau eine wichtige Rolle. In dem 30 ha großen Steinbruch Carrière de Trapp oder Carrière de la Meilleraie, der in Stufen von 15 bis 25 m stellenweise eine Tiefe von mehr als 120 m erreicht, wird porphyrischer Basalt abgebaut.
Neben dem Handel und dem Kleingewerbe hat sich auch Industrie angesiedelt: Papierfabriken, Gießereien, Maschinenbau, Kunststoff, Textil, Konfektion, Telekommunikation und andere Sparten.

## Sport
Der ortsansässige Fußballclub US Raon spielt in der Fußballmeisterschaft für Amateurmannschaften und trägt seine Heimspiele im Stade Paul Gasser aus.

## Persönlichkeiten
- Joseph Marchal (1822–1892), römisch-katholischer Priester und Bischof
- Auguste Marchal (1824–1900), römisch-katholischer Priester und Bischof